# Fate Gear
Fate Gear, stiliserat som FATE GEAR, är ett metalband från Tokyoregionen, Japan. Bandet har ett starkt visuellt tema inom steampunk med inslag av pirater. Fate Gear gav två spelningar på NärCons vinterfestival i Linköping i februari 2020, varav en omfattade ett särskilt program kallad X-FLIGHTS.

## Historia
Gitarristen Mina startade bandet FATE GEAR 5 månader efter att hon lämnade Destrose.  Hon var en av grundarna av Destrose år 2007, ett band som kan anses som grundläggande för hela vågen med kvinnliga metalband från Japan under tidigt 2010-tal. FATE GEAR startades tillsammans med sångerskan Nico, i juli 2015. Därmed kan FATE GEAR även anses som Minas eget projekt, där hon rekryterade medlemmar efter behov. Tillsammans med gästmusikerna basisten Sakae och trummisen Hiro hade FATE GEAR sin första spelning sedan augusti 2015. Deras första skiva A light in the dark släpptes samma månad och omfattade även några av Destroses låtar som hade spelats in på nytt.
FATE GEARs andra album Oz -Rebellion släpptes sommaren 2017 på deras eget skivbolag Steam Steel Records, medan det tredje albumet 7 Years Ago släpptes i april 2018. På det sistnämnda album visar FATE GER upp ett större antal gästmusiker och vokalister.
Även på EP:n Headless Goddess, som släpptes i början av 2019, finns ett fåtal gästmedlemmar. Minialbumet har så gott som enbart nyinspelade Destroselåtar, som alla skrevs av Mina. Bandet turnerade genom Europa med sammanlagt 12 spelningar i mars 2019 med Nana som sångerska. FATE GEAR spelade även på London Metal Matsuri november 2019, men då med Ibuki som sångerska. Karriären tog ännu mer fart när låten Megabullets från EP:n användes för Netflix anime-serie '‘Kengan Ashura'’. Även år 2020 turnerade bandet genom Europa, med sammanlagt 13 spelningar varav 3 enligt konceptet X-FLIGHTS: en samling av film- och animerelaterad musik i typisk FATE GEAR-tappning. FATE GEAR spelade vanlig konsert och X-FLIGHT på NärCon Vinter 20-23 februari 2020 i Linköping.
Samarbeten med olika gästmusiker fortsatte med deras fjärde album The Sky Prison i januari 2021, medan minialbumet Scars in my life -English Edition- släpptes två veckor därefter. Direkt efter skivsläppen lämnade Erika bandet för att fokusera på ett annat band The Pinkish Crown, hon ersatts av Nino. Till våren 2022 planerades en europaturné där Erika ändå blev presenterad som bandets basist på hela turnén. Turnén har dock senarelagts till 2023 på grund av corona-pandemin och kriget i Ukraina. April 2022 släppte bandet sitt femte album "Killers in the sky". Maj 2022 lämnade Yuri bandet och blev Kurosaki hennes ersättare.

## Medlemmar
Nuvarande medlemmar
- Captain Mina (Mina隊長 Mina Taichō?) – gitarr (2015–nu)
- Nana – vokaler (2019–nu)
- Haruka – trummor (2016–nu)
- Nino – elbas (2021–nu)
- Kirosaki - keyboards (2022-nu)

Gästmedlemmar
- Nana (vokaler, THEO NOVA)
- Ibuki (vokaler, soloartist, ex.Disqualia)
- Maki Oyama (vokaler, soloartist, AcoMetal)
- Kurumi (keyboard, tidigare medlem 2016–2017)
- Erika (elbas, The Pinkish Crown, tidigare medlem 2016–2021)

Tidigare medlemmar
- Nico – vokaler (2015–)
- Sakae (さかえ?) – elbas (2015–2016)
- Hiro – trummor (2015–2016)
- Yuri – keyboard (2017–2022)

Tidigare gästmedlemmar
FATE GEAR brukar engagera flera gästvokalister och -musiker på sina inspelningar och konserter.
- Manami (Innocent Material, Dragon Eyes) – vokaler
- Ibara (Emille's Moonlight Serenade) – vokaler
- RAMI (soloartist, ex. Aldious) – vokaler
- Maiko (Jade Forest Company, My complex of Academy) – vokaler
- Jill (Unlucky Morpheus) – fiol
- Yashiro - gitarr (på Headless Goddess musikvideo)
- Maki (DraiN) – elbas

## Diskografi
Album
- A Light In The Black (2015)
- OZ -Rebellion- (2017)
- 7 Years Ago (2018)
- The Sky Prison (2021)
- Killers in the sky (2022)

EP och singlar
- Fate Gear / Romancer (2015)
- Scars in My Life (2016)
- Headless Goddess (2019)
- Scars in My Life -English edition- (2021)
- Battle Against Justice (CD-singel, 2021)

DVD
- OZ -Rebellion- Release Tour Final! (2017)
- Megabullets (2019)
- Live at AmHall Osaka (2022)